# دیوید اوگدن استایرس
دیوید اوگدن استایرس (به انگلیسی: David Ogden Stiers) (زاده ۳۱ اکتبر ۱۹۴۲ – درگذشته ۳ مارس ۲۰۱۸) بازیگر آمریکایی بود.
از فیلم‌های معروف او می‌توان به گویندگی در انیمیشن دیو و دلبر و بازی در نفرین عقرب یشمی، تامکتس، مردی با یک کفش قرمز، دکتر هالیوود، همان بهتر که بمیرم و زنی دیگر اشاره کرد.